# Насюдзик
„Насюдзик“ (на английски: Θερμοηλεκτρικό εργοστάσιο Νάσιουτζικ) е неработеща топлоелектрическа централа, разположена в град Сяр, Гърция.

## Местоположение
Сградата е разположена в североизточната част на града. На изток граничи с река Серовица (Агии Анаргири), на запад с улица „Агия София“, а на юг с обществена детска градина.

## История
При източната порта на град Сяр е имало общински парцел от 15 000 m2. В 1922 година общината пристъпва към засаждане на дървета в тази местност и така тя е наречена Хилия Дендра, тоест Хиляда дървета. В 1928 година Константинос Насюдзик, поемайки електроснабдяването на града, построява ТЕЦ в част от горния район. Тази компания в 1958 година е закупена от Държавната енергийна корпорация и в 1989 година тя я предава на дем Сяр, чиято собственост е досега. Сградата се използва за склад.
Сградата е с приземна площ от 390 m2. Височината е 9 m.
В 2008 година сградата на топлоелектрическата централа е обявена за защитен исторически паметник, като типичен пример за индустриална сграда със забележителни морфологични елементи, в която са приложени пионерни техники за производство на електроенергия и е свързана с историята на град Сяр.
Дем Сяр има план да я превърне в концертна зала.